# Comté de Coimbra
Le Comté de Coimbra fut institué en tant qu'unité militaire pour défendre les frontières des Asturies, à partir de la reconquête de Coimbra par les asturiens menés par Hermenegildo Guterres en 878 (avant de retomber aux mains des maures d'Almanzor en 987; la défense sera alors à la charge du Comté de Portucale, situé plus au nord). Le Comté de Coimbra regroupe également les villes de Viseu, Lamego et Santa Maria da Feira. 
Coimbra sera définitivement sécurisée pour les chrétiens en 1064 (avec la conquête de Ferdinand Ier de León, Galice et Castille), après le comté a disparu en tant qu'unité autonome en 1091, et a intégré le Comté de Portucale au moment de sa restauration en 1096. 

## Liste des Comtes

### Comtes chrétiens de Coimbra
- Flávio Sizibuto ou Sisebuto de Coimbra, (682 - 734), comte des chrétiens de Coimbra.
- Flávio Ataulfo de Coimbra - qui en plus d'avoir été comte de Coimbra reçoit l'autorité sur les chrétiens du territoire autour de Coimbra.
- Flávio Alarico ou Atanarico de Coimbra (732 - 805), comte des chrétiens de Coimbra.
- Flávio Teodósio ou Teudo ou Theodósio de Coimbra (autour de 790 -?), comte des chrétiens de Coimbra (autour de 757 - après 805).
- Theodorico, (hérite du comté de son père).

### Comtes de Conímbria

#### 1redynastie
- Hermenegildo Guterres (878-920);
- Árias Mendes (920-928) - fils du précédent;
- Gonçalo Moniz (928-983) - neveu/petit-fils du précédent;
- Múnio Gonçalves (983-990) - fils du précédent;
- Froila Gonçalves (990-1017) - frère du précédent;
- Mendo Luz (1017-1034) - cousin du précédent.

#### 2edynastie
- Sisnando Davides (1064-1091);
- Martinho Moniz (1091-1093) - gendre du précédent;